# Club Deportivo Baza
Maillots
Le Club Deportivo Baza est un club de football espagnol basé à Baza.

## Histoire
Le club évolue pendant trois saisons en Segunda División B (troisième division) entre 2006 et 2008. Il obtient son meilleur classement en Segunda División B lors de la saison 2006-2007, où il se classe 12e du Groupe IV, avec 13 victoires, 13 nuls et 12 défaites.